# Alex Trebek

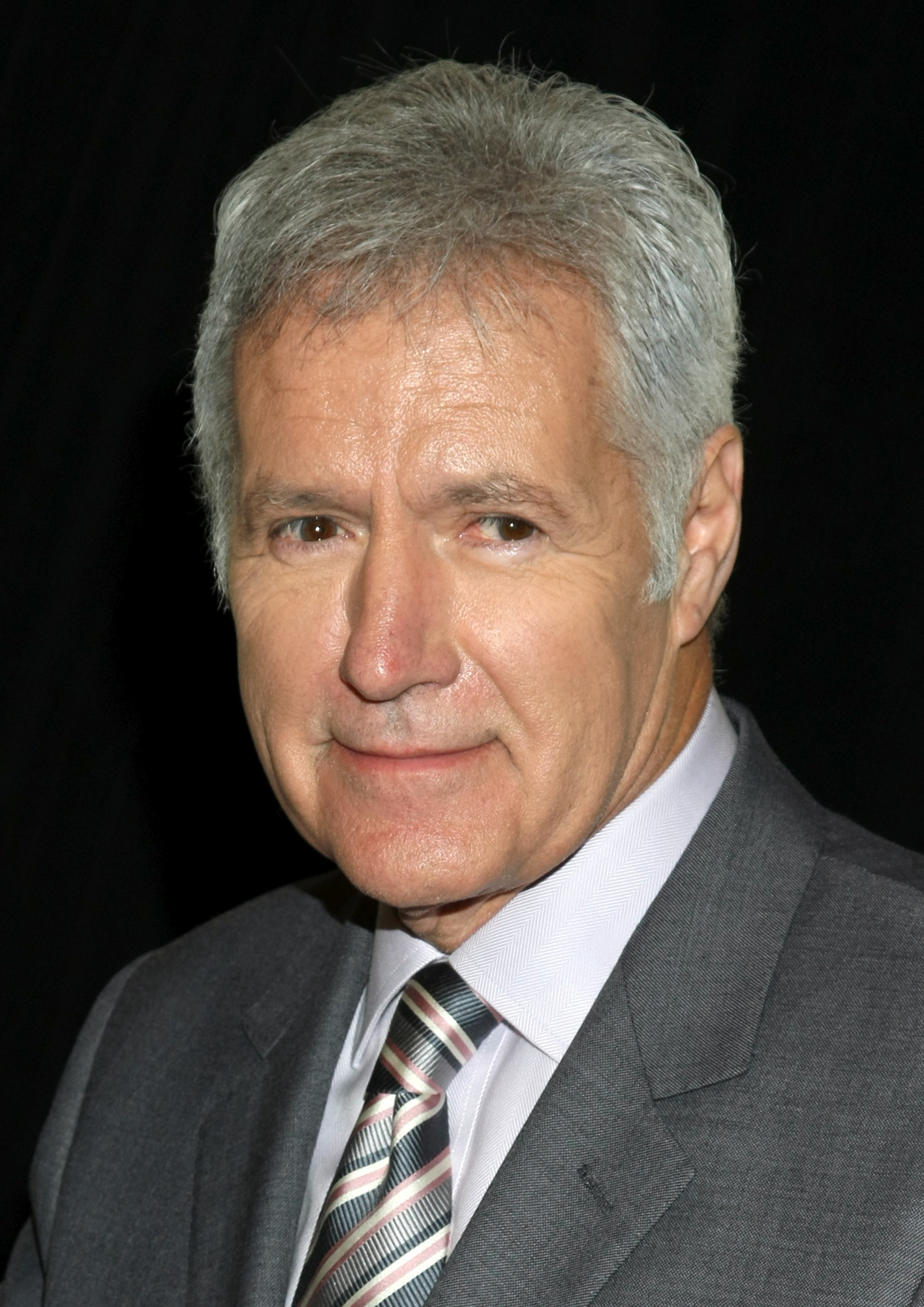
Alex Trebek (2012)

George Alexander „Alex“ Trebek (* 22. Juli 1940 in Greater Sudbury, Ontario Kanada; † 8. November 2020 in Los Angeles, Kalifornien, Vereinigte Staaten) war ein kanadisch-US-amerikanischer Fernsehmoderator. Von September 1984 bis zu seinem Tod moderierte er die Quizshow Jeopardy! und wurde zu einem der populärsten Moderatoren der nordamerikanischen Fernsehwelt.

## Karriere

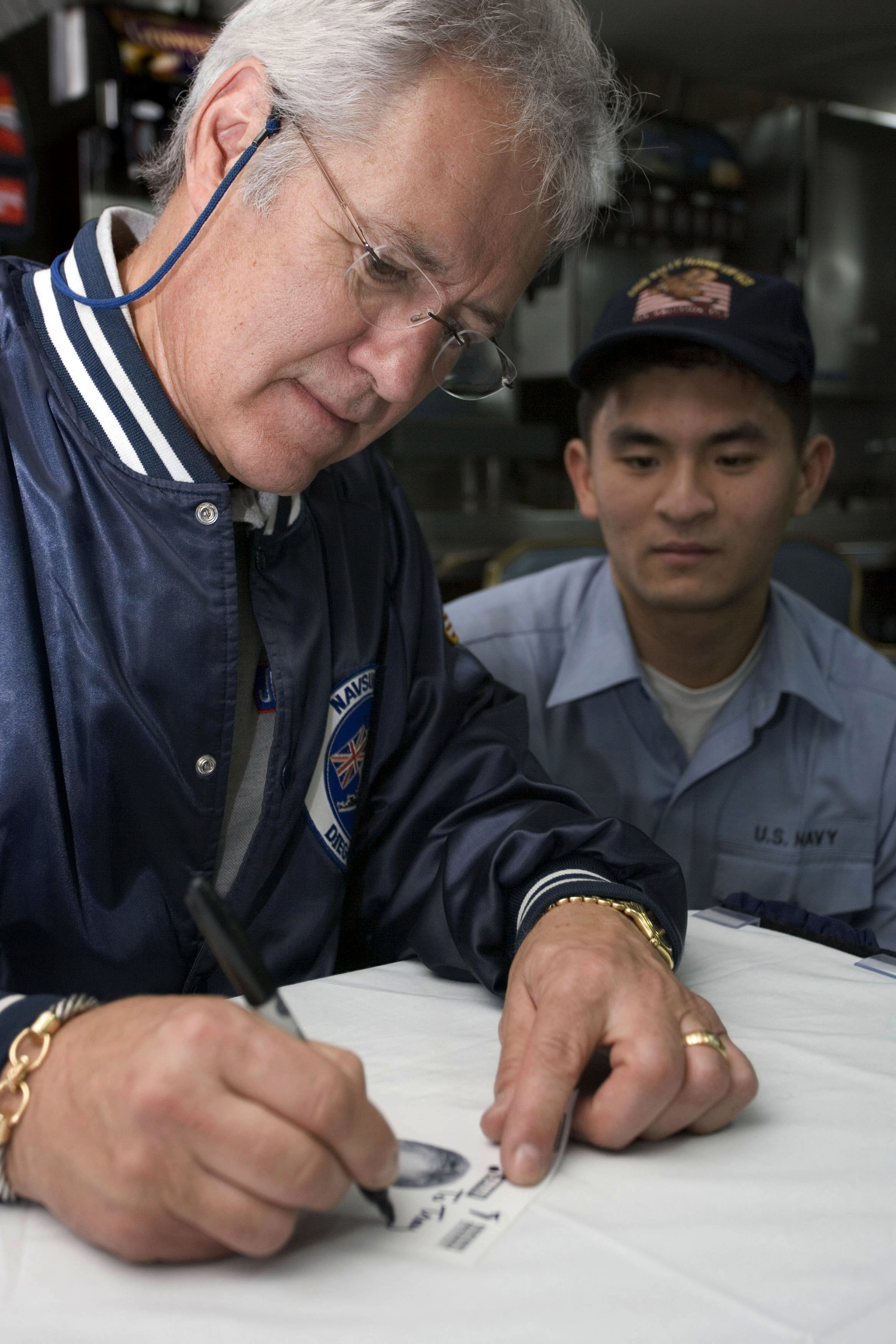
Trebek unterschreibt für einen Soldaten der US Navy eine Autogrammkarte (2007)

Trebek absolvierte 1961 sein Studium der Philosophie an der University of Ottawa. Dort war er in seiner Studentenzeit Mitglied der English Debating Society. Er interessierte sich bereits am College für den Fernsehjournalismus und begann seine Rundfunkkarriere 1961 bei der CBC/Radio-Canada als Nachrichtensprecher und Sportreporter. Trebek spezialisierte sich auf nationale Nachrichten und berichtete über eine Vielzahl von Sonderveranstaltungen für die Radio- und Fernsehdivisionen von CBC, darunter Curling und Pferderennen.
Trebeks Laufbahn als Spielleiter von Shows begann 1963 mit einem Gastauftritt in einem kanadischen Musikprogramm. 1966 leitete er seine erste Quizshow Reach for the Top und war von 1967 bis 1970 Moderator bei CBC, wo er klassische Musikprogramme, darunter Auftritte von Glenn Gould, vorstellte. 1973 zog er in die Vereinigten Staaten um und leitete dort die Spielshow The Wizard of Odds.
In den nächsten Jahren folgten zum Teil sehr erfolgreiche Gameshows, bei denen er teilweise selbst als Spieler bei anderen Shows auftrat. 1976 war Trebek zusammen mit Jim McKrell Kandidat bei Celebrity Bowling, wo das Duo gegen Dick Gautier und Scatman Crothers gewann. Vom 1. September 1984 bis zu seinem Tod moderierte er die US-amerikanische Ausgabe der Quizshow Jeopardy! und wurde damit am 13. Juni 2014 laut Guinness World Records zum Moderator mit den meisten Folgen einer Spielshow.
In zahlreichen amerikanischen Fernsehserien wie How I Met Your Mother und Cheers trat Trebek als Gaststar auf. Seit 1997 besaß er die US-Staatsbürgerschaft.

## Leben

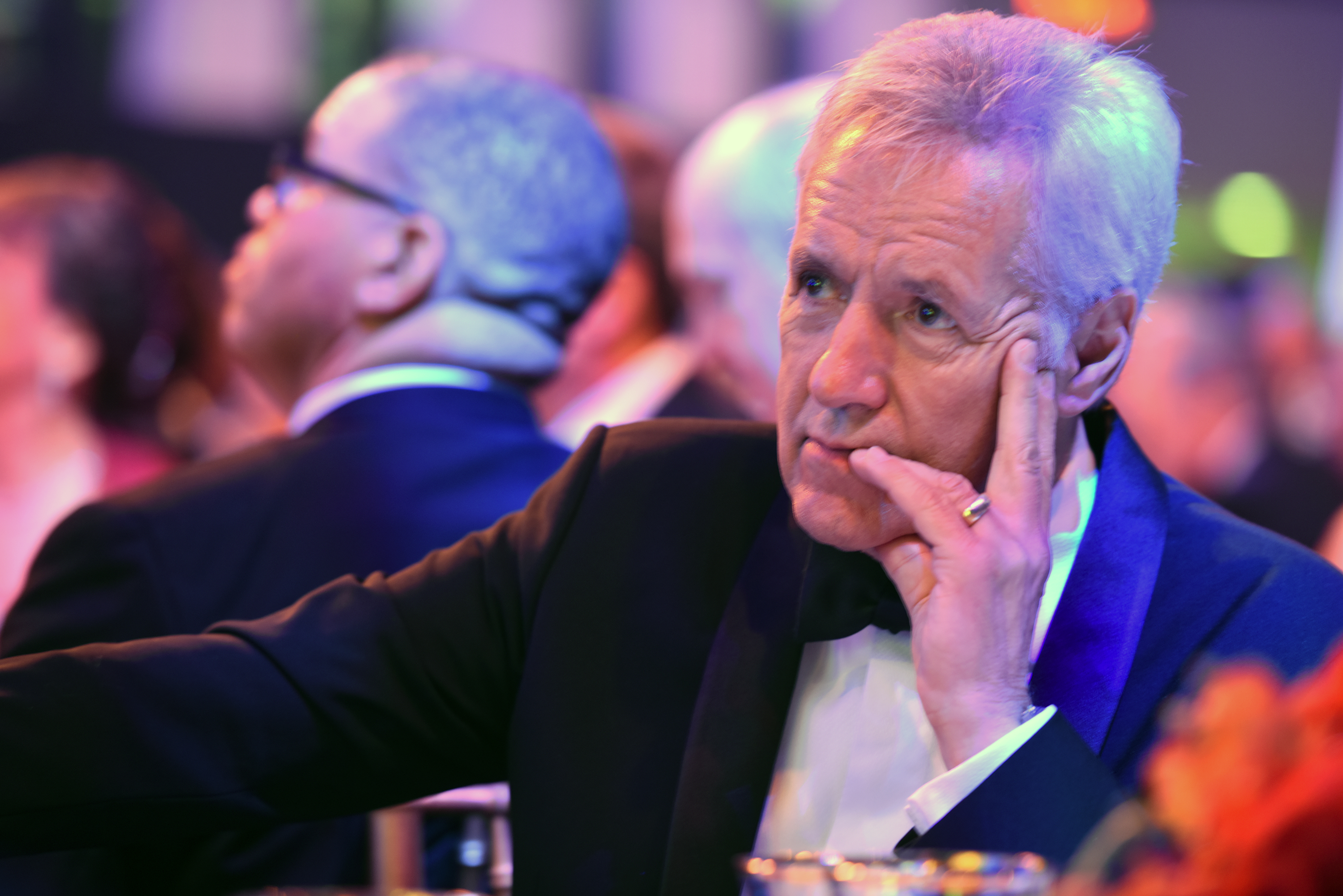
Alex Trebek (2016)

Trebek war der Sohn von George Edward Trebek (* 14. April 1921), einem Koch, der als Kind aus der Ukraine ausgewandert war und seine prägenden Jahre in Japan verbrachte. Er wuchs in einem zweisprachigen französisch-englischen Haushalt auf.
1974 heiratete er die Geschäftsfrau Elaine Callei. Das Paar hatte keine Kinder und wurde 1981 geschieden. 1990 heiratete er Jean Currivan, eine Immobilien-Projektmanagerin aus New York. Sie hatten zwei Kinder, Matthew und Emily.
Im Jahr 1996 trug Trebek die olympische Fackel in Jacksonville, Florida, einen Teil der Reise nach Atlanta. 1998 wurde er in die Vereinigten Staaten von Amerika eingebürgert. Er besaß und bewirtschaftete eine Ranch in der Nähe von Paso Robles in Creston, Kalifornien, bekannt als Creston Farms, wo er Vollblut-Rennpferde züchtete und trainierte.
2007 und 2012 erlitt Trebek jeweils einen leichten Herzinfarkt, kehrte aber wieder zur Arbeit zurück. Aufgrund einer Verletzung der Achillessehne konnte er sechs Wochen nicht arbeiten und auch später aufgrund eines Sturzes musste er über die Wintermonate von Jeopardy! pausieren. Im Dezember 2017 erfolgte die Entfernung eines Blutgerinnsels aus seinem Gehirn. Nach einem kurzen medizinischen Urlaub kehrte er Mitte Januar 2018 zu Jeopardy! zurück.
Anfang März 2019 erklärte Trebek per Videobotschaft, dass er an Bauchspeicheldrüsenkrebs in fortgeschrittenem Stadium erkrankt sei. Am Morgen des 8. November 2020 starb Trebek an den Folgen der Krebserkrankung.

## Auszeichnungen

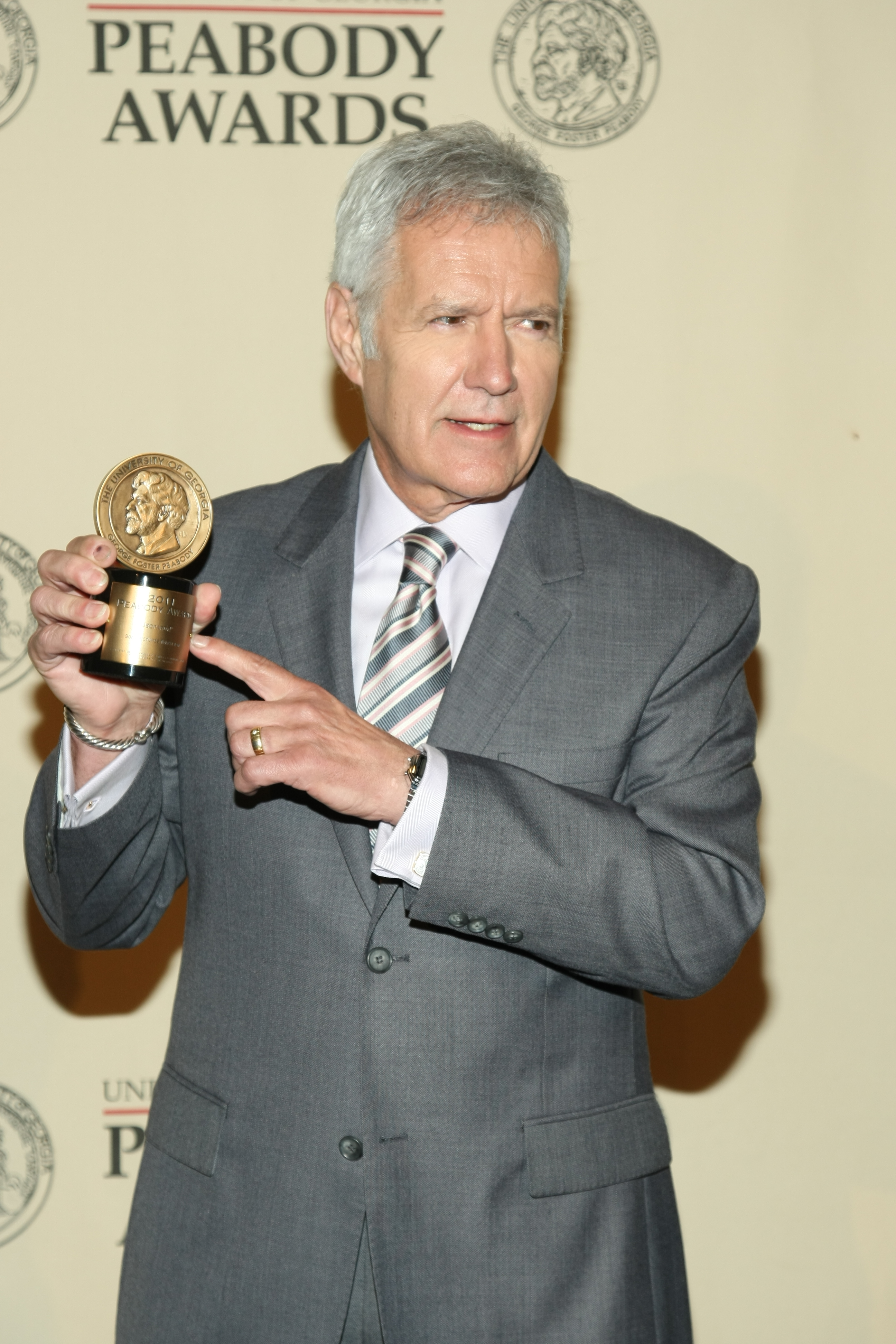
Trebek mit dem Peabody Award, 2012

Zu seinen größten Auszeichnungen gehörten vier Emmys für seine Rolle in TV-Shows. Außerdem wurde er mit einem Stern auf dem Hollywood Walk of Fame geehrt.
Am 4. Mai 2015 wurde der Alumni-Saal der Universität von Ottawa nach Trebek benannt und am 30. Juni 2017 wurde er von Generalgouverneur David Johnston zum Officer of the Order of Canada ernannt, da er mit den Wissensshows zum Förderer des Lernens und zum Vorkämpfer für geographische Bildung wurde.
Am 14. Mai 2021 wurde ein Asteroid nach ihm benannt: (364166) Trebek.

## Trivia
In dem Film S.W.A.T. – Die Spezialeinheit ist sein Stern auf dem Hollywood Walk of Fame bei der Festnahme des Gangsters zu sehen.